# 2022 w informatyce
Kalendarium informatyczne 2022 roku
- 18 stycznia – Microsoft ogłosił przejęcie Activision Blizzard[1].
- 25 lutego – w związku z inwazją Rosji na Ukrainę aktywiści Anonymous ogłosili wojnę cybernetyczną z Rosją[2].
- 25 kwietnia – zarząd Twittera zgodził się na wykup portalu przez Elona Muska[2].
- 15 sierpnia – wydano Android w wersji 13[2].
- wrzesień – założono sklep internetowy Temu[2].
- 2 października – zostało wydane jądro Linuxa 6.0[2].
- 4 października – Biały Dom przedstawił ustawę o prawach AI[2].
- 28 października – właścicielem Twittera został Elon Musk[3].
- 30 listopada – OpenAI wydał pierwszą wersję chatbota ChatGPT[4].
- 11 listopada – giełda kryptowalut FTX ogłosiła bankructwo[2].
- 16 listopada – w życie wszedł akt o usługach cyfrowych i zaczął częściowo obowiązywać, obejmując obowiązkami bardzo duże platformy i wyszukiwarki internetowe[5].
- 13 grudnia – aresztowano Sam Bankman-Frieda, założyciela giełdy kryptowalut FTX[2].
- 15 grudnia – aplikacja TikTok została zakazana w Stanach Zjednoczonych[2].